# علم نيجيريا
صَمم علم نيجيريا طالبٌ من إيبادان يُدعى مايكل تايوو أكينكونمي عام 1959 وتم رفعه رسمياً كعلم لنيجيريا في 1 أكتوبر 1960.
الشريط الأخضر يمثل الغابات ومدى وفرة الثروات الطبيعية بالبلاد والشريط الأبيض يرمز إلى نهر النيجر.

## العلم السابق (1914–1960)
بعد اندماج محميتي جنوب وشمال نيجيريا في عام 1914، اختار حاكم عام نيجيريا الإنجليزي اللورد فريدريك لوغارد راية بريطانية زرقاء ذات مخطط سداسي أخضر يوصف بأنه نجمة داود الشبيهة بشعار الصهيونية يحيط بالتاج الملكي البريطاني وتحته كلمة "Nigeria" باللغة الإنجليزية باللون الأبيض على قرص أحمر كعلم لمستعمرة نيجيريا.